# Madame sans Gene (film fra 1909)
|  | For den franske film fra 1911, se Madame Sans Gêne (film fra 1911). For andre betydninger, se Madame Sans Gêne |
Madame sans Gene er en dansk stum historisk dramafilm fra 1909 produceret af Nordisk Films Kompagni og instrueret af Viggo Larsen.
Filmen er baseret på Victorien Sardous skuespil, komedie-dramaet Madame Sans-Gêne fra 1893 om en vaskepige, der bl.a. møder Napoleon og stiger op gennem samfundets lag. Skuepillet og filmen er løst baseret på den virkelige Catherine Hübscher, der endte som grevinde af Danzig

## Handling
Filmen viser Madame Sans-Gênes første besøg hos den unge løjtnant Napoleon, og hendes heltedådige redning af Grev Neuppert i hendes vaskeri og forskellige historiske scener under Napoleon-æraen.

## Medvirkende
- Viggo Larsen som Napoleon
- Gudrun Kjerulf
- August Blom
- Sofus Wolder
- Franz Skondrup